# Матчин
Матчин (пол. Matczyn) — село в Польщі, у гміні Белжиці Люблінського повіту Люблінського воєводства.
Населення — 503 особи (2011).

## Демографія
Демографічна структура станом на 31 березня 2011 року:
|          | Загалом | Допрацездатний вік | Працездатний вік | Постпрацездатний вік |
| -------- | ------- | ------------------ | ---------------- | -------------------- |
| Чоловіки | 230     | 67                 | 145              | 18                   |
| Жінки    | 273     | 47                 | 184              | 42                   |
| Разом    | 503     | 114                | 329              | 60                   |